# ساشا بيتيرس
ساشا بيتيرس (بالإنجليزية: Sasha Pieterse)‏ هي ممثلة ومغنية وكاتبة أغاني أمريكية جنوب أفريقية المولد ولدت في يوم 17 فبراير 1996 في مدينة جوهانسبيرغ في جنوب أفريقيا، اشتهرت في عمر ال13 بتمثيلها لدور أليسون دي لاورنتيس في مسلسل الكاذبات الصغيرات الجميلات حيث كانت أصغر الممثلات في المسلسل، كما مثلت دور إيمي لابالو في مسلسل مهووسة لدرجة كبيرة في سنة 2011.

## وصلات خارجية
- ساشا بيتيرس على موقع IMDb (الإنجليزية)
- ساشا بيتيرس على موقع روتن توميتوز (الإنجليزية)
- ساشا بيتيرس على موقع ألو سيني (الفرنسية)
- ساشا بيتيرس على موقع أول موفي (الإنجليزية)
- ساشا بيتيرس على موقع قاعدة بيانات الأفلام السويدية (السويدية)
- ساشا بيتيرس على موقع إن إن دي بي (الإنجليزية)
- ساشا بيتيرس على موقع قاعدة بيانات الفيلم (الإنجليزية)
- ساشا بيتيرس على موقع كينوبويسك (الروسية)
- ساشا بيتيرس على فيسبوك
- ساشا بيتيرس على قاعدة بيانات الأفلام على الإنترنت